# Liste der Bodendenkmale in Prezelle
In der Liste der Bodendenkmale in Prezelle sind alle Bodendenkmale der niedersächsischen Gemeinde Prezelle aufgelistet. Die Quelle ist der Denkmalatlas Niedersachsen. Der Stand der Liste ist der 28. Juni 2024.

## Allgemein
In den Spalten finden sich folgende Informationen des Bodendenkmales :
- Lage        : geographische Koordinaten
- Bezeichnung : Bezeichnung lt. Denkmalatlas
- Beschreibung: Beschreibung lt. Denkmalatlas
- ID          : Objekt-ID
- Bild        : Bild, ggf. zusätzlich mit Link zu weiteren Fotos im Medienarchiv Wikimedia Commons.

## Prezelle
| Lage                         | Bezeichnung             | Beschreibung | ID                              | Bild |
| ---------------------------- | ----------------------- | ------------ | ------------------------------- | ---- |
| 52° 57′ 42″ N, 11° 22′ 28″ O | Prezelle 30, Wegesperre |              | 37038882/1/-/ 36788496 37038882 | BW   |